# Фомін Геннадій Іванович
Геннадій Іванович Фомін (22 червня 1936, село Сапожок, тепер Ртищевського району Саратовської області Російська Федерація) — радянський діяч, новатор виробництва, наладчик автоматичних ліній Третього державного підшипникового заводу міста Саратова. Кандидат у члени ЦК КПРС у 1971—1981 роках. Член ЦК КПРС у 1981—1986 роках.

## Життєпис
У 1956 році закінчив середню школу.
У 1956—1959 роках — токар Третього державного підшипникового заводу міста Саратова.
У 1959—1963 роках — у Радянській армії.
Член КПРС з 1963 року.
У 1963 році — слюсар, з липня 1963 року — наладчик автоматичних ліній Третього державного підшипникового заводу міста Саратова.
У 1974 році закінчив Саратовський машинобудівний технікум.
Потім — на пенсії.

## Нагороди і звання
- орден Жовтневої Революції
- орден Трудового Червоного Прапора
- медалі